# Comuna Hmilna, Kaniv
Hmilna (în ucraineană Хмільна) este o comună în raionul Kaniv, regiunea Cerkasî, Ucraina, formată din satele Hmilna (reședința), Hutir-Hmilna și Mîhailivka.

## Demografie
Componența lingvistică a comunei Hmilna
     Ucraineană (98,23%)
     Rusă (1,77%)
Conform recensământului din 2001, majoritatea populației comunei Hmilna era vorbitoare de ucraineană (98,23%), existând în minoritate și vorbitori de rusă (1,77%).